# Hohenstoffeln

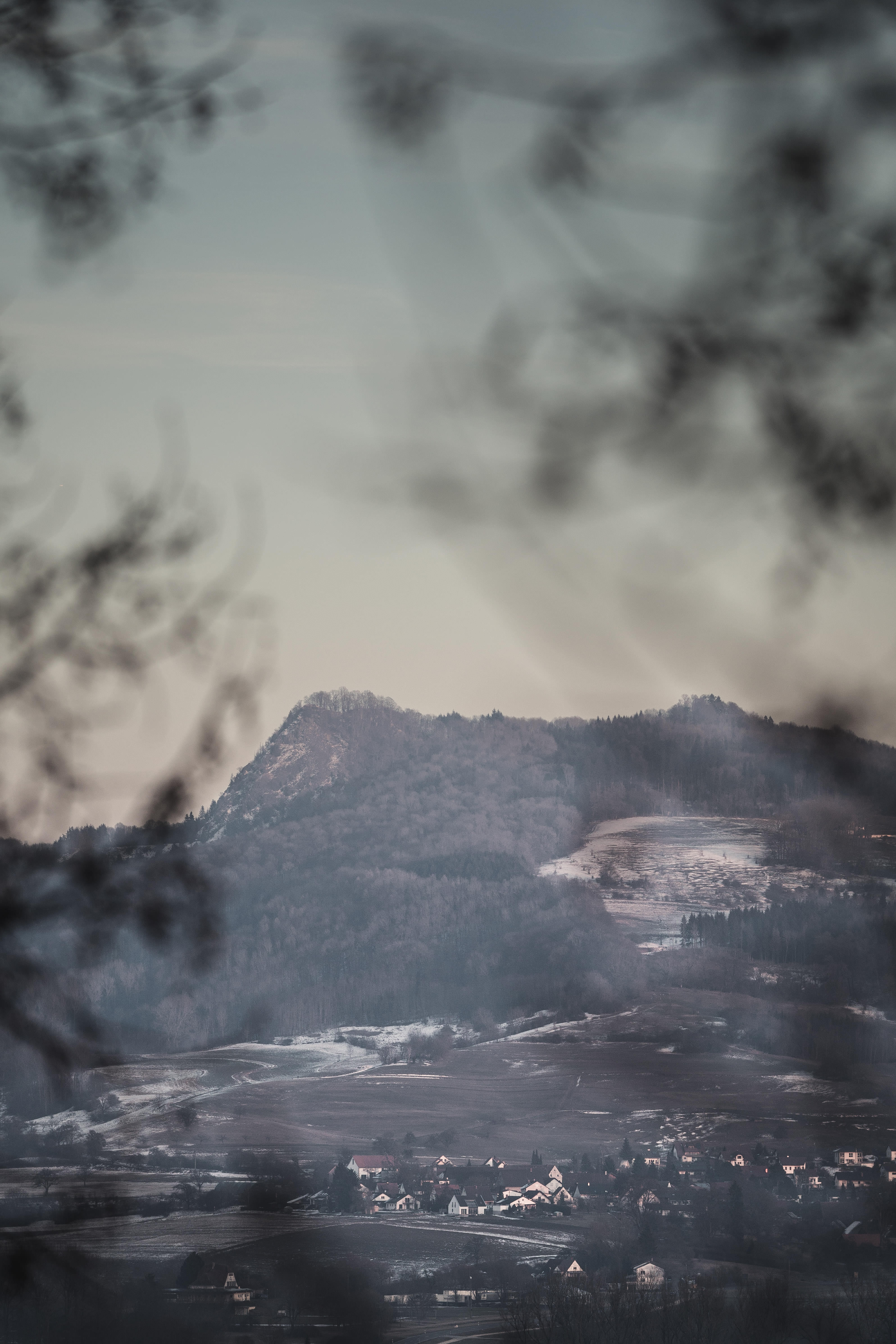
Aussicht auf die Westseite des Hohenstoffeln

Der Hohenstoffeln (auch Hohenstoffel oder umgangssprachlich Stoffel, von ahd. stophil, kleiner Fels) ist ein Berg vulkanischen Ursprungs im Hegau zwischen Binningen und Weiterdingen. Er gehört zur Basaltgruppe des Hegaus, dessen wissenschaftliche Erforschung bis ins späte 18. Jahrhundert zurückreicht. Seit 1941 steht der Berg unter Naturschutz.

## Höhe
Als einziger Hegauberg besitzt der Hohenstoffeln einen Doppelgipfel. Ursprünglich hatte der Berg drei Gipfel, der nördlichste wurde jedoch durch Basaltabbau abgetragen. Der südliche Gipfel hat eine Höhe von 832 m ü. NHN, der nördliche (ehemals mittlere) eine Höhe von 841,8 m ü. NHN.
Am Nordgipfel mit Kreuz befindet sich eine Schutzhütte mit Gipfelbuch.

## Geschichte

### Burgruinen
Der Hohenstoffeln war Standort dreier Burgen. Auf dem Nordgipfel befand sich die Burg Hinterstoffeln, auf dem Südgipfel die Burg Vorderstoffeln und im Sattel des Berges die Burg Mittelstoffeln.
Weiter unterhalb des Gipfels liegen einige Höfe: der Stofflerhof an der Westseite gegen Binningen, der Sennhof und Hombollhof an der Ostseite bei Weiterdingen und die Pfaffwieser Höfe auf der Südseite nach Hilzingen.

### Basaltabbau

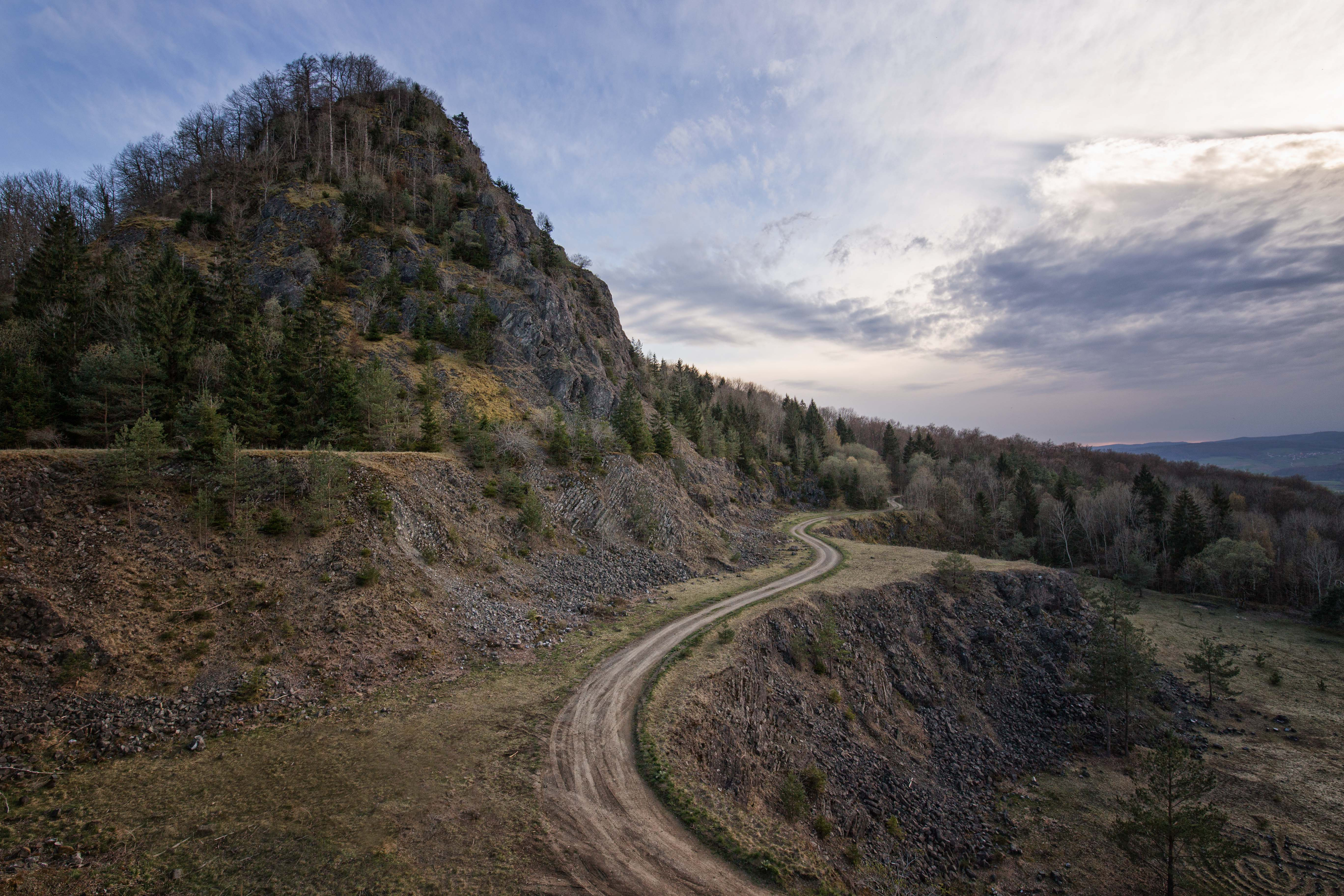
Steinbruchtrassen unter dem Gipfel des Hohenstoffeln

Die geomorphologische und geologische Struktur des Hohenstoffeln besteht aus Deckentuffen mit vorbasaltischen Tuffmassen. Neben Basalt gibt es Bentonite (Schweizerischer Typ). Am Gipfel sind dicke, senkrecht stehende Basaltsäulen sichtbar.
Seit Beginn des 20. Jahrhunderts wurde am Nordgipfel Basalt für den Straßenbau abgebaut, da das Gestein zäh und hart und ohne bevorzugte Spaltrichtung ist, so dass es nicht so schnell verwittert. Über eine rund vier Kilometer lange Luftseilbahn wurde das gebrochene Gestein in das Schotterwerk in Mühlhausen transportiert.
Der Heimatdichter Ludwig Finckh trat für den Stopp des Basaltabbaus ein, tatsächlich wurde dieser ab 1939 eingestellt. Der ehemalige Steinbruch ist noch anhand von Abbauterrassen zu erkennen.

## Naturschutzgebiet
Bereits 1904 wurde der Basaltabbau seitens der Naturschützer kritisiert. Nach Jahren der Konfrontation, Begehungen und Streitigkeiten wurde mit Schreiben vom 24. August 1935 der Gipfel des Hohenstoffeln – als Grenze galt die 750-m-Höhenlinie – zum Naturschutzgebiet ernannt:

„Der Hohenstoffeln wird, unbeschadet seiner bergbaulichen Nutzung in den vorstehend bezeichneten Grenzen und schonender forstwirtschaftlicher Nutzung (Plenterbetrieb), gemäß den §§ 12 Absatz 2, 13 Absatz 2, 15 und 24 des Reichsnaturschutzgesetzes vom 26. Juni 1935 (...) als Naturschutzgebiet in das Reichsnaturschutzbuch eingetragen.“

Am 23. Dezember 1938 erreichte ein Telegramm des Bezirksamts Konstanz die Süddeutschen Basaltwerke, Betreiber des Basalt-Steinbruchs am Hohenstoffeln:

„Steinbruchbetrieb auf Weisung der obersten Naturschutzbehörde zum 31.12.38 eingestellt. Zuwiderhandlungen fallen unter Strafandrohung des § 21 des Reichsnaturschutzgesetzes. Wegen anderweitiger Unterbringung der Arbeitskräfte und Aufarbeitung des schon gewonnenen Materials und wegen erforderlicher Aufräumarbeiten bleibt weitere Verfügung vorbehalten.“

„Reichsforstmeister Generalfeldmarschall Göring hat entschieden, daß der stattlichste aller Hegauberge, der zweigipflige Hohenstoffeln im westlichen Bodenseegebiet unter Einstellung jedes weiteren Basaltabbaus voll und ganz unter Naturschutz gestellt und als Schutzgebiet beschleunigt in das Reichsnaturschutzbuch eingetragen wird.“

Im Mai 1941 wurde der Berg als Naturschutzgebiet in das Reichnaturschutzbuch eingetragen. Die Bedeutung des Berges für das Landschaftsbild, geologische, pflanzensoziologische und ornithologische Gründe wurden bei der Eintragung besonders hervorgehoben.